# ذوب‌شدن (فیلم ۲۰۰۹)
ذوب‌شدن یا گداختن (به انگلیسی: The Thaw) فیلمی محصول سال ۲۰۰۹ و به کارگردانی مارک ای. لویس است. در این فیلم بازیگرانی همچون وال کیلمر، مارتا مک‌آیزاک، کایل اشمید، استف سانگ، آرون اشمور و ان مری دلوئیس ایفای نقش کرده‌اند.